# Liebesleben
Liebesleben (hebräisch חיי אהבה) ist ein deutsch-israelischer Spielfilm aus dem Jahre 2007 von Maria Schrader, der mit zwei bayerischen Filmpreisen und auch auf dem Filmfest in Rom ausgezeichnet wurde. Der Film beruht auf dem gleichnamigen Bestseller von Zeruya Shalev, die eine kleine Nebenrolle als Bibliothekarin innehat.

## Handlung
Die junge Jara ist seit einigen Jahren verheiratet. Sie hat beste Aussichten auf eine Karriere an der Universität und lebt in einer schönen Wohnung. Ihr Vater, der gerade seinen 60. Geburtstag feiert, erscheint jedoch nicht zum von ihr liebevoll gestalteten Picknick und wirkt unsicher und Schwierigkeiten überspielend. Ihre Mutter reagiert feindselig, als ein alter Freund der Familie, Arie, der seit der Geburt von Jara in Paris gelebt hat, wieder nach Israel kommt. Seine Frau liegt sterbenskrank in einer Klinik. Rasch stürzt sich Jara in eine sexuelle Beziehung mit Arie.
Obwohl Arie sie respektlos behandelt, zieht es sie immer wieder zu ihm. Er beschreibt sich als gelangweilt und nach immer stärkeren Reizen suchend, während sie hin- und hergerissen zwischen ihrem bisherigen Leben mit ihrem Mann Joni und der häufig selbstzerstörerischen Suche nach Alternativen ist. Wiederholt lässt sie sich auf die meist ausschließlich sexuellen Begegnungen mit Arie ein, in denen langsam die Vergangenheit und die Verbindung zu ihrem Vater und ihrer Mutter deutlicher wird. Arie hatte damals die Mutter von Jara geliebt, da er jedoch keine Kinder bekommen konnte, heiratete die Mutter Jaras Vater, den besten Freund von Arie, hinter dessen Rücken. Arie zog daraufhin nach Paris, wo die Mutter ihn mit Jara aufsuchte, er jedoch ihren Wunsch nach einem gemeinsamen Leben zurückwies. Daraufhin nahm Jaras Vater die beiden wieder zu sich, kam jedoch einige Zeit später für sechs Monate wegen Depressionen in die Klinik. Da sie nie darüber gesprochen hatten, erfährt Jara dies am Ende durch Arie und empfindet eine gewisse Erleichterung, da sie nun verstehen könne, weshalb ihre Mutter sie „nie lieben“ konnte.

## Kritik
Am meisten beschäftigte die Kritiker die Beziehung zwischen Jara und Arie und die Frage, ob die Übertragung des Romanstoffs in den Film gelungen ist. Ein Teil von ihnen konnte nicht nachvollziehen, was Jara zu Arie hinzieht, oder störten sich an der unemanzipierten Haltung der Frau. Andere bescheinigten Arie-Darsteller Šerbedžija die nötige Ausstrahlung und fanden das Verhältnis interessant. Zur Spannung war zu vernehmen, die Erzählung hänge im Mittelteil oder nach einem guten Beginn durch. Einige Kritiker stellten erfreut fest, dass Schrader die inneren Monologe des Romans nicht mit dem naheliegenden Mittel einer Off-Stimme wiedergibt, sondern Jaras Gefühlswelt in Bilder umgesetzt habe. Eine Gegenmeinung hielt diese Abbildung für misslungen.  Die eingestreuten surrealen Motive, zum Beispiel die Bienen auf der Türklingel, hielt man für „aufgesetzt“, für eine „aufdringliche“ oder „eindimensionale“, da aus dem Romankontext gerissene Metaphorik. Die Bildkompositionen hingegen fanden Lob als „wunderbar kadrierte Tableaux“, mit einem Jerusalem jenseits von Postkartenbildern. Der Film vermeide emotionale Kälte, weil Kameramann Neuenfels „das unvergleichliche Licht über Israel so brillant einfängt, so brillant als Erzählebene nutzt, wie es lange keiner mehr getan hat.“ Die Musik sei „wohltuend zurückhaltend und pointiert eingesetzt“.
In der Deutung des Die Welt-Kritikers Elmar Krekeler erzählt der Film von „einer Befreiung durch Unterwerfung, durch vor allem sexuelle Unterwerfung. Die Geschichte einer Verwirrung, die frei macht auch.“ Schrader enthülle die Seelen der Protagonisten, „entblößt die Körper nur, wenn es nicht anders geht“, mit einer „zerbrechlichen, staunend-staunenswert schönen“ Hauptdarstellerin. Trotz des gegenüber dem Roman vorgenommenen Wechsels in die Außenperspektive erreiche Schrader „die gleiche beklemmende emotionale Wucht, bekommt die gleiche Unausweichlichkeit (…) das ist nicht die geringste ihrer Leistungen.“ Michael Althen, Frankfurter Allgemeine Zeitung, fand die Empfindungen der Protagonistin auf feinnervige Art in Bilder umgesetzt. „Und den Film zeichnet aus, dass er sich nicht lange mit den Fassaden unbefriedigender Bürgerlichkeit aufhält, sondern sich kopfüber in die amour fou stürzt.“ Abschließend: „So was können sonst eigentlich nur die Franzosen.“
Die Rezensentin von epd Film, Anke Sterneborg, spürte Schraders „Sicherheit im Umgang mit dem Roman, die Nähe zur Autorin und das gegenseitige Vertrauen.“ Die Regisseurin übertrage Shalevs Strom innerer Monologe „ganz direkt auf die Bilder“. Šerbedžija verbinde in seiner Rolle „eine magnetische Präsenz mit dem Ennui eines Mannes, der schon alles gesehen und getan hat. Und die junge Netta Garti verbindet als Jara die selbstbewusste Intelligenz einer modernen jungen Frau mit der archaischen Sehnsucht eines jungen Mädchens nach einem dominierenden Mann.“ Während mehrere Kritiken Jaras Beziehung zu Arie als eine Amour fou bezeichnen, ist es für Claudia Schwartz von der Neuen Zürcher Zeitung ausdrücklich keine Amour fou: Liebesleben sei weder ein Liebesfilm noch ein erotischer Film. Schrader habe „in, sagen wir: weiblicher Vorsehung“ die vom Roman gebotene Möglichkeit, ihn als voyeuristische Buchillustration zu verfilmen, gemieden und die Romanthemen von Begehren und Demütigung außen vor gelassen. Während das Buch drastische Sexszenen aufweise, werde Jaras Nacktheit im Film nie zum Selbstzweck. Thema sei die Befreiung einer Frau mittels eines sexuellen Ausbruchs. „Mit der untrüglichen Sicherheit der erfahrenen Schauspielerin hat Schrader (…) die Hauptrolle mit der Israeli Netta Garti besetzt, in deren bitterer Schönheit Jaras erotische Verführungskraft und ihr Seelenunheil eine ideale Projektionsfläche finden.“ In der gesellschaftlichen Analyse gehe Schrader weiter als der Roman: Andeutungsweise „ist hier die Situation einer jungen, schuldbewussten und überbehüteten Generation spürbar, die sich schwertut mit der Ablösung von ihrer traumatisierten Eltern- und Grosselterngeneration.“
Zum politischen Rahmen meinte Jenny Hoch von Spiegel Online, die Angst vor Attentaten sei ab der ersten Szene präsent und schaffe eine „packende Atmosphäre der Unsicherheit“. Leider gehe die inszenatorische Souveränität verloren, Schrader „atomisiert (…) ihren Film in einen eher banal wirkenden Bilderreigen aus unheilvollen Zeichen und eindimensionalen Metaphern.“ Für die psychische Innenschau des Romans finde Schrader nur selten die passenden Bilder, gebe keine überzeugende Erklärung, weshalb Jara dem sie misshandelnden Arie verfällt, und die Veränderung Jaras am Ende falle angesichts des vielschichtigen Romans zu simpel aus. Die Kritikerin sprach von einer „sehr jungen und sehr schönen“ Netta Garti. Mit erfrischendem Spiel überzeugte Garti auch den film-dienst-Kritiker Rolf-Ruediger Hamacher. Zudem habe Schrader eine Begabung in der Führung von Schauspielern. Doch scheine die weibliche Emanzipation bei Jara keine Spuren hinterlassen zu haben. Ihr Verhältnis mit Arie wirke nie glaubhaft, teils weil das Drehbuch die Beziehung nicht richtig entwickle, teils weil dem Darsteller Šerbedžija die Ausstrahlung eines Verführers fehle. „So versprühen die Liebesszenen nicht einen Hauch von Erotik und lassen nie den Gedanken aufkommen, dass Jara irgendein Vergnügen daran findet.“ Schon der Roman habe kaum psychologische Finesse, fand Heike Kühn von der Frankfurter Rundschau, und baue „auf dem Willen des Lesers, sich mit geschmackvoll arrangierten erotischen Grenzüberschreitungen unterhalten zu lassen.“ Die gleiche „Lust an einer unreflektiert übernommenen Opferhaltung“ zeige auch Schraders Film, der psychologisch unplausibel und dessen Ende „Unfug“ sei.

## Auszeichnungen
- 2008: Bayerischer Filmpreis in den Kategorien Beste Bildgestaltung und Beste Filmmusik
- 2008: Deutscher Filmpreis in der Kategorie Beste Kamera / Bildgestaltung

### Gespräche
- Mit Maria Schrader in der Welt am Sonntag, 4. November 2007, S. 75: Sie kann streng sein, falls sie muss
- Mit Zeruya Shalev in Der Tagesspiegel, 6. November 2007, S. 21: Innenwelten

### Kritikenspiegel
Positiv
- epd Film Nr. 11/2007, S. 36, von Anke Sterneborg: Liebesleben
- Frankfurter Allgemeine Zeitung, 10. November 2007, S. 40, Kurzkritik von Michael Althen: Immer dieser Eros
- Die Welt, 7. November 2007, S. 29, von Elmar Krekeler: Verliebt in Israel

Eher positiv
- Neue Zürcher Zeitung, 22. November 2007, S. 51, von Claudia Schwartz: Liebe ohne Liebe

Gemischt
- film-dienst Nr. 23/2007, S. 35, von Rolf-Ruediger Hamacher: Liebesleben

Eher negativ
- Spiegel Online, 7. November 2007, von Jenny Hoch: Ballade von der sexuellen Unerhörtheit

Negativ
- Frankfurter Rundschau, 8. November 2007, S. 40, von Heike Kühn: Bizarre Lust